# ویلیام گریر
ویلیام گریر (به انگلیسی: William Greer) (زاده ۲۲ سپتامبر ۱۹۰۹- درگذشته ۲۳ فوریهٔ ۱۹۸۵) یک مأمور ایرلندی الاصل سرویس مخفی ایالات متحده بود که بیشتر به عنوان راننده لیموزین در زمان ریاست جمهوری جان اف. کندی خدمت می‌کرد او در ۲۲ نوامبر ۱۹۶۳ و در دالاس، زمانی که رئیس‌جمهور ترور شد راننده خودرو بود.

## زندگی‌نامه
گریر در مزرعه ای در استیووارتزتاون، شهرستان تایرون، ایرلند به دنیا آمد و در سال ۱۹۲۹ به ایالات متحده مهاجرت کرد. او بیش از یک دهه به عنوان راننده و خدمتکار چندین خانواده ثروتمند از جمله خانواده لاج در بوستون و خانواده ای در دابز کار کرد. در طول جنگ جهانی دوم، گریر در نیروی دریایی ایالات متحده نام‌نویسی کرد و در مه ۱۹۴۴ برای خدمت به یواس‌اس پوتوماک رفت. در سال ۱۹۴۵ به سرویس مخفی ایالات متحده رفت، در سال ۲۰۱۳ به‌طور عمومی کشف شد که او در ایرلند عضو لژ انجمن اورانژ بوده است.
وظایف گریر او را در تماس نزدیک با کندی قرار داد و او را در چندین عکس با خانواده کندی می‌توان دید. او در موارد متعددی از جمله در دالاس راننده رئیس‌جمهور بود. مانند همه عوامل درگیر، حدس و گمان‌ها و انتقادات زیادی دربارهٔ اقدامات او در آن روز وجود دارد. گریر در ۹ مارس ۱۹۶۴ در برابر کمیسیون وارن شهادت داد. گریر شهادت داد که سه گلوله شنیده است، اولین موردی که فکر می‌کند نتیجه معکوس یک موتور سیکلت است و بنابراین واکنشی نشان نداده است. حدود سه یا چهار ثانیه بعد او صدای شلیک دومی را شنید که او را وادار به چرخش کرد و در حین انجام این کار متوجه زخمی شدن فرماندار کانلی شد. او شلیک دوم و سوم را به‌عنوان «هم‌زمان، پشت سر هم» توصیف می‌کند. به گفته برادرزاده گریر، کن تورنز، هنگامی که از گریر پرسید که آیا فکر می‌کند اسوالد گناهکار است، او پاسخ داد «نظری ندارم».
گریر به دلیل ناتوانی در سرویس مخفی در سال ۱۹۶۶ به دلیل بیماری زخم معده که پس از ترور کندی بدتر شد، بازنشسته شد. در سال ۱۹۷۳ او به واینسویل، کارولینای شمالی نقل مکان کرد، جایی که او بعداً بر اثر سرطان درگذشت.

## تحلیل و نقد
رویه‌های سرویس مخفی در آن زمان به گریر اجازه نمی‌داد بدون دستور مأمور ارشد روی کلرمن، که در سمت راست گریر نشسته بود، اقدام کند. کلرمن گفته است که او فریاد زد، «بیایید از خط خارج شویم، ضربه خوردیم»، اما ظاهرا گریر قبل از شتاب دادن به ماشین به کندی نگاه کرد.
هیچ عاملی به خاطر عملکرد خود در طول تیراندازی تنبیه نشد، اما به‌طور خصوصی، جکی کندی به شدت از عملکرد عوامل حفاظت به ویژه گریر، انتقاد کرد و او را با پرستار بچه کندی مقایسه کرد. گریر بعداً از او عذرخواهی کرد، همان‌طور که ویلیام منچستر در گزارش نیمه مجاز خود از ترور چنین نقل می‌کند: «بیل گریر، با صورتش پر از اشک، سرش را بین دستانش گرفت و آنقدر فشار داد تا اینکه فکر کرد می‌خواهد جمجمه‌اش را صاف کند. او فریاد زد: «اوه، خانم کندی، اوه خدای من، اوه خدای من، من نمی‌خواستم این کار را انجام دهم.» نشنیدم، من باید ماشین را منحرف می‌کردم، آه، خانم کندی، به محض اینکه آن را دیدم، منحرف شدم. سپس سر او را رها کرد و دستانش را دور او گرفت و روی شانه اش گریست.